# El Bola
El Bola is een Spaanse film uit 2000, geregisseerd door Achero Mañas.

## Verhaal
Pablo, ook bekend onder de bijnaam "El Bola" (Juan José Ballesta), is een twaalfjarig jongetje dat het slachtoffer is van mishandeling door zijn vader (Manuel Morón). Vanwege zijn gewelddadige familiesituatie mijdt Pablo contact met zijn klasgenoten, totdat er een nieuwe jongen, Alfredo (Pablo Galán), op school verschijnt. De warme sfeer en zorgzaamheid in Alfredo's familie vormt een schril contrast met Pablo's situatie van onderdrukking met zijn vader. Deze ontdekking geeft Pablo de kracht zijn grootste angsten het hoofd te bieden.

## Rolverdeling
| Acteur             | Personage |
| ------------------ | --------- |
| Juan José Ballesta | Bola      |
| Pablo Galán        | Alfredo   |
| Alberto Jiménez    | José      |
| Manuel Morón       | Mariano   |
| Ana Wagener        | Laura     |
| Nieve de Medina    | Marisa    |
| Gloria Muñoz       | Aurora    |
| Javier Lago        | Alfonso   |
| Omar Muñoz         | Juan      |

## Ontvangst

### Recensies
Op Rotten Tomatoes geeft 91% van de 11 recensenten de film een positieve recensie, met een gemiddelde score van 7,23/10. Metacritic komt tot een score van 70/100, gebaseerd op 9 recensies.
De Volkskrant gaf een positieve recensie en schreef: "De zware onderwerpen – kindermishandeling, aids – komen op een bijna terloopse manier voorbij." En: "Vooral de levensgevaarlijke capriolen die Pablo en zijn stoere vriendjes uithalen bij de spoorlijn in de grauwe achterbuurten van Madrid, zijn bloedstollend in beeld gebracht." Ook NRC was positief en schreef: "De Spaanse El bola is een rauwe film in de sobere, heldere stijl van het Britse realisme. Handelingen en huiselijke taferelen nemen de plaats in van psychologie. Hij is prachtig subtiel, zelfs op het controversiële af, voor zo'n gewaagd onderwerp als kindermishandeling."

### Prijzen en nominaties
Een selectie:
| Jaar | Prijs                                  | Categorie                  | Genomineerde                                                        | Resultaat   |
| ---- | -------------------------------------- | -------------------------- | ------------------------------------------------------------------- | ----------- |
| 2001 | Premios Goya (15de uitreiking)         | Beste film                 | El Bola                                                             | Gewonnen    |
| 2001 | Premios Goya (15de uitreiking)         | Beste debuterend acteur    | Juan José Ballesta                                                  | Gewonnen    |
| 2001 | Premios Goya (15de uitreiking)         | Beste origineel scenario   | Verónica Fernández, Achero Mañas                                    | Gewonnen    |
| 2001 | Premios Goya (15de uitreiking)         | Beste debuterend regisseur | Achero Mañas                                                        | Gewonnen    |
| 2001 | Premios Goya (15de uitreiking)         | Beste geluid               | Daniel Goldstein, Ricardo Steinberg, Sergio Burman, Jaime Fernández | Genomineerd |
| 2001 | Europese Filmprijzen (14de uitreiking) | European Discovery         | El Bola                                                             | Gewonnen    |
| 2001 | Europese Filmprijzen (14de uitreiking) | Beste scenario             | Achero Mañas                                                        | Genomineerd |